# Drapeau et armoiries du canton de Bâle-Campagne
Le drapeau et les armoiries de Bâle-Campagne sont des emblèmes officiels du canton de Bâle-Campagne.

## Histoire et signification

Armes de l'Évêché de Bâle (~999–1803).

Armes actuelles du Canton de Bâle-Ville.

La plus ancienne représentation de la crosse de Bâle remonte à une pièce de monnaie frappée à la fin du XIe siècle entre 1072 et 1133. Le drapeau provient des anciennes armoiries du Prince évêque de Bâle qui consistaient en une crosse épiscopale rouge sur fond blanc. 
Jusqu'en 1832, le drapeau de la région était celui de Bâle-Ville, mais cette même année, on arracha, tout symbole de la crosse noire de Bâle-Ville se trouvant sur les bâtiments publics ou privés et lors de la division du Canton de Bâle en deux entités distinctes en 1833, le Canton de Bâle-Campagne reprit la crosse se trouvant sur les armoiries de la ville de Liestal. Le drapeau de Liestal, en 1833, reprenait cette même crosse de Bâle avec le crosseron garni de sept petites sphères. La crosse était entourée d'un cadre rouge longeant les bords des armoiries mais cette dernière fut vite abandonnée afin de bien distinguer le canton de la ville. C'est en été 1834 que le drapeau est devenu officiel par arrêté du Conseil exécutif.
Les sept perles représentent les sept districts ruraux qui s'insurgèrent afin de former le nouveau canton. Ces sept districts étaient à l'époque ceux de Birsegg, Farnsburg, Homburg, Liestal, Mönchenstein, Ramstein et Waidenburg. Elles peuvent aussi faire référence aux sept chefs condamnés à mort pendant la Guerre des paysans de 1653
Le fait que la crosse ne soit pas tournée vers la hampe relève d'une erreur d'héraldique. Toutefois, le 1er avril 1947, le Conseil exécutif du canton trancha, par arrêté, le maintien de la crosse tournant le dos à la hampe afin de bien marquer son désir de se détourner du canton voisin de Bâle-Ville,.

## Descriptions

### Description vexillologique
La description vexillologique du drapeau de Bâle-Campagne est « Blanc à la crosse de Bâle rouge contournée, le crosseron garni de sept crochets ». Il faut toujours veiller à hisser le drapeau de façon que la volute regarde la hampe.

### Description héraldique
La description héraldique des armoiries du canton de Bâle-Campagne est « D'argent à la crosse de Bâle de gueules tournée à senestre, sa partie supérieure entourée de sept perles ou petites volutes de même, tenant à la pièce principale par des tiges très courtes ».

## Drapeau et armoiries des Deux Bâle
Le drapeau des deux Bâle est utilisé par certains citoyens désireux de voir les deux cantons réunifiés à nouveau. Lors du vote sur une éventuelle fusion le 28 septembre 2014, ce drapeau fut souvent utilisé dans la campagne politique des soutiens de l'unification. Le 7 décembre 1969, un premier vote similaire avait été organisé et comme en 2014, les citoyens de Bâle-Ville avaient approuvé la fusion alors que les citoyens de Bâle-Campagne l'avaient rejetée. Il arrive parfois, lors de commémorations, que le drapeau des deux Bâle, comme le drapeau des deux Appenzell ou d'Unterwald, soit utilisé pour représenter les anciens demi-cantons.
Les armoiries des deux Bâle ne sont visibles qu'à un seul endroit, et pas des moindres, sur le sceau fédéral. C'est en 1848 que Frédéric Aberli, fils de Johann Aberli, fut chargé de modifier le grand sceau fédéral créé en 1815 par son père. Il fut chargé par le Gouvernement d'intégrer les armoiries de Bâle-Campagne à celles de Bâle-Ville pour le grand sceau.
La description héraldique est « Parti au 1 de Bâle-Ville et au 2 de Bâle-Campagne ».
La crosse de Bâle-Ville est toujours proche de la hampe, car le canton a la préséance sur celui de Bâle-Campagne.

## Autre représentation vexillologique et héraldique
Le drapeau est également décliné sous forme d'oriflamme, soit en queue de pie, soit en base plate. L'oriflamme des cantons reprenant le drapeau cantonal dans sa partie supérieure et les couleurs cantonales dans la partie inférieure est appelée un drapeau « complet ». 

Drapeau complet de Bâle-Campagne.
Drapeau complet des deux Bâle.

## Utilisation et mention
Le drapeau et les armoiries sont identiques. Le crosseron est toujours en haut et à l’opposé de la hampe, c’est-à-dire tourné vers la gauche héraldique.

Les armoiries se retrouvent sur les plaques d'immatriculation arrières de véhicules enregistrés dans le canton de Bâle-Campagne.

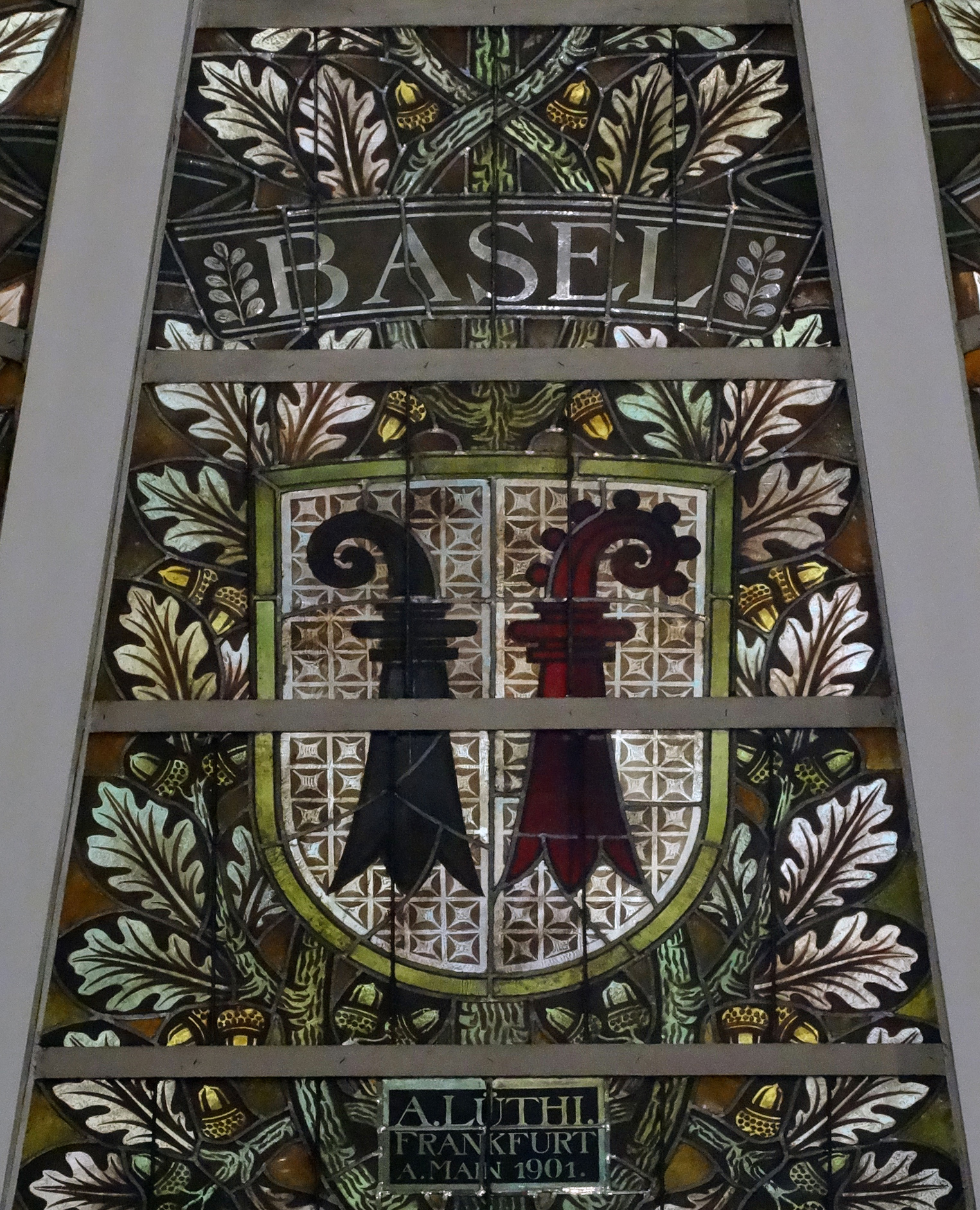
Vitrail des armoiries des deux Bâle sur la coupole du Palais fédéral.
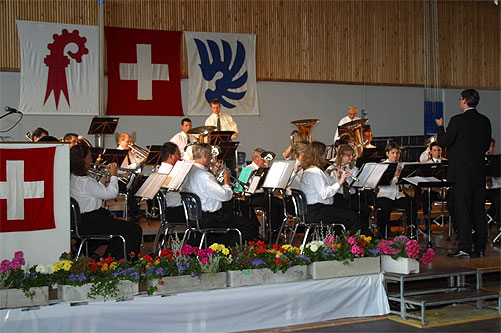
Les drapeaux cantonal, suisse et d'Arlesheim lors d'une manifestation communale.
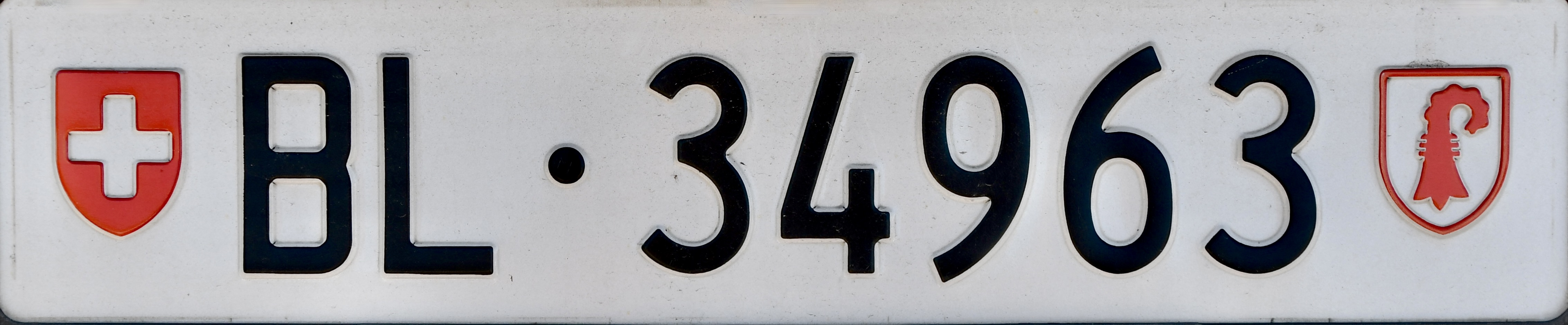
Plaque d'immatriculation arrière bâloise-campagnarde.